# Fifa Puskás Award
FIFA Puskás Award är en årlig utmärkelse som utdelas av Fifa sedan 2009 som tilldelas den som gjort det mest estetiska fotbollsmålet under ett gånget år. Priset utdelas oavsett kön, nivå eller nationalitet. Det vinnande målet ska inte ha inslag av tur eller motståndarmisstag.
Prisets namn är tänkt att hedra Ferenc Puskás.

## Vinnare och nominerade

### 2009
| Plats | Spelare           | Nationalitet | Lag               | Motståndare         | Resultat | Tävling                                           | Procent av rösterna |
| ----- | ----------------- | ------------ | ----------------- | ------------------- | -------- | ------------------------------------------------- | ------------------- |
| 1     | Cristiano Ronaldo | Portugal     | Manchester United | Porto               | 1–0      | 2008–09 UEFA Champions League, kvartsfinal        | 17,68%              |
| 2     | Andrés Iniesta    | Spanien      | Barcelona         | Chelsea             | 1–1      | 2008–09 UEFA Champions League, semifinal          | 15,64%              |
| 3     | Grafite           | Brasilien    | Wolfsburg         | Bayern München      | 5–1      | Fußball-Bundesliga 2008/2009                      | 13,39%              |
| 4     | Eliran Atar       | Israel       | Bnei Yehuda       | Maccabi Netanya FC  | 1–1      | Israeliska Premier League                         | 13,36%              |
| 5     | Fernando Torres   | Spanien      | Liverpool         | Blackburn Rovers FC | 4–0      | Premier League 2008/2009                          | 9,44%               |
| 6     | Nilmar            | Brasilien    | Internacional     | Corinthians         | 1–0      | Campeonato Brasileiro Série A                     | 8,71%               |
| 7     | Michael Essien    | Ghana        | Chelsea           | Barcelona           | 1–1      | 2008–09 UEFA Champions League, semifinal          | 7,85%               |
| 8     | Luis Ángel Landín | Mexico       | Cruz Azul         | Morelia             | 1–1      | Primera División de México Clausura 2009          | 7,30%               |
| 9     | Emmanuel Adebayor | Togo         | Arsenal           | Villarreal          | 1–1      | 2008–09 UEFA Champions League, kvartsfinal        | 4,04%               |
| 10    | Katlego Mphela    | Sydafrika    | Sydafrika         | Spanien             | 2–3      | Fifa Confederations Cup 2009, match om tredjepris | 2,59%               |

### 2010
| Plats              | Spelare                  | Nationalitet      | Lag         | Motståndare  | Resultat                                                     | Tävling                                                     | Procent av rösterna |
| ------------------ | ------------------------ | ----------------- | ----------- | ------------ | ------------------------------------------------------------ | ----------------------------------------------------------- | ------------------- |
| 1                  | Hamit Altıntop           | Turkiet           | Turkiet     | Kazakhstan   | 0–2                                                          | Kvalspelet till Europamästerskapet i fotboll 2012 (grupp A) | 40,55%              |
| 2                  | Linus Hallenius          | Sverige           | Hammarby IF | Syrianska FC | 2–0                                                          | Superettan 2010                                             | 13,23%              |
| 3                  | Matty Burrows            | Nordirland        | Glentoran   | Portadown    | 1–0                                                          | IFA Premiership                                             | 10,61%              |
|                    | Giovanni van Bronckhorst | Nederländerna     | Netherlands | Uruguay      | 1–0                                                          | Världsmästerskapet i fotboll 2010, semifinal                | Ingen uppgift       |
| Lionel Messi       | Argentina                | Barcelona         | Valencia    | 3–0          | La Liga 2009/2010                                            |                                                             | Ingen uppgift       |
| Samir Nasri        | Frankrike                | Arsenal           | Porto       | 5–0          | Uefa Champions League 2009/2010, åttondelsfinal              |                                                             | Ingen uppgift       |
| Neymar             | Brasilien                | Santos            | Santo André | 2–1          | Campeonato Paulista                                          |                                                             | Ingen uppgift       |
| Arjen Robben       | Nederländerna            | FC Bayern München | Schalke 04  | 1–0          | DFB-Pokal, semifinal                                         |                                                             | Ingen uppgift       |
| Siphiwe Tshabalala | Sydafrika                | Sydafrika         | Mexiko      | 1–1          | Världsmästerskapet i fotboll 2010, Grupp A                   |                                                             | Ingen uppgift       |
| Kumi Yokoyama      | Japan                    | Japan             | Nordkorea   | 2–1          | U17-världsmästerskapet i fotboll för flickor 2010, semifinal |                                                             | Ingen uppgift       |

### 2011
| Plats               | Spelare      | Nationalitet          | Lag                     | Motståndare | Resultat                                             | Tävling                                         | Procent av rösterna |
| ------------------- | ------------ | --------------------- | ----------------------- | ----------- | ---------------------------------------------------- | ----------------------------------------------- | ------------------- |
| 1                   | Neymar       | Brasilien             | Santos                  | Flamengo    | 4–5                                                  | Campeonato Brasileiro Série A 2011              | Ingen uppgift       |
|                     | Lionel Messi | Argentina             | Barcelona               | Arsenal     | 4–3                                                  | Uefa Champions League 2010/2011, åttondelsfinal | Ingen uppgift       |
| Wayne Rooney        | England      | Manchester United     | Manchester City         | 2–1         | Premier League 2010/2011                             |                                                 | Ingen uppgift       |
| Benjamin De Ceulaer | Belgien      | KSC Lokeren           | Club Brugge KV          | 1–2         | Belgian Pro League                                   |                                                 | Ingen uppgift       |
| Giovani dos Santos  | Mexiko       | Mexiko                | USA                     | 4–2         | CONCACAF Gold Cup                                    |                                                 | Ingen uppgift       |
| Julio Gómez         | Mexiko       | Mexikos U 17-landslag | Tysklands U 17-landslag | 3–2         | U17-världsmästerskapet i fotboll 2011, semifinal     |                                                 | Ingen uppgift       |
| Zlatan Ibrahimović  | Sverige      | Milan                 | Lecce                   | 1–1         | Serie A 2010/2011                                    |                                                 | Ingen uppgift       |
| Lisandro López      | Argentina    | Arsenal de Sarandí    | Olimpo                  | 2–2         | Torneo Apertura                                      |                                                 | Ingen uppgift       |
| Heather O'Reilly    | USA          | USA                   | Colombia                | 3–0         | Världsmästerskapet i fotboll för damer 2011, Grupp C |                                                 | Ingen uppgift       |
| Dejan Stanković     | Serbien      | Inter                 | Schalke 04              | 2–5         | Uefa Champions League 2010/2011, kvartsfinal         |                                                 | Ingen uppgift       |

### 2012
| Plats          | Spelare                | Nationalitet        | Lag              | Motståndare                    | Resultat                             | Tävling             | Procent av rösterna |
| -------------- | ---------------------- | ------------------- | ---------------- | ------------------------------ | ------------------------------------ | ------------------- | ------------------- |
| 1              | Miroslav Stoch         | Slovakien           | Fenerbahçe       | Gençlerbirliği                 | 6–1                                  | Süper Lig 2011/2012 | 78%                 |
| 2              | Radamel Falcao         | Colombia            | Atlético Madrid  | América de Cali                | 2–1                                  | Friendly Match      | 15%                 |
| 3              | Neymar                 | Brasilien           | Santos           | Internacional                  | 3–1                                  | Copa Libertadores   | 7%                  |
|                | Emmanuel Agyemang-Badu | Ghana               | Ghana            | Guinea                         | 1–1                                  | CAF 2012            | Ingen uppgift       |
| Hatem Ben Arfa | Frankrike              | Newcastle United    | Blackburn Rovers | 2–1                            | FA-cupen 2011/12                     |                     | Ingen uppgift       |
| Eric Hassli    | Frankrike              | Vancouver Whitecaps | Toronto          | 1–1 Canadian Championship 2012 |                                      |                     | Ingen uppgift       |
| Olivia Jimenez | Mexiko                 | Mexiko              | Schweiz          | 2–0                            | Damernas U20-VM                      |                     | Ingen uppgift       |
| Gastón Mealla  | Bolivia                | Nacional Potosí     | The Strongest    | 2–2                            | Liga de Fútbol Profesional Boliviano |                     | Ingen uppgift       |
| Lionel Messi   | Argentina              | Argentina           | Brasilien        | 4–3                            | Vänskapslandskamp                    |                     | Ingen uppgift       |
| Moussa Sow     | Senegal                | Fenerbahçe          | Galatasaray      | 2–2                            | Süper Lig 2011/2012                  |                     | Ingen uppgift       |

### 2013
| Plats               | Spelare            | Nationalitet | Lag              | Motståndare | Resultat                       | Tävling                      | Procent av rösterna |
| ------------------- | ------------------ | ------------ | ---------------- | ----------- | ------------------------------ | ---------------------------- | ------------------- |
| 1                   | Zlatan Ibrahimović | Sverige      | Sverige          | England     | 4–2                            | Vänskapslandskamp            | 48,7%               |
| 2                   | Nemanja Matić      | Serbien      | Benfica          | Porto       | 2–2                            | Primeira Liga 2012/2013      | 30,8%               |
| 3                   | Neymar             | Brasilien    | Brasilien        | Japan       | 3–0                            | FIFA Confederations Cup 2013 | 20,5%               |
|                     | Peter Ankersen     | Danmark      | Esbjerg          | Aarhus      | 5–1                            | Superligaen 2013/2014        | Ingen uppgift       |
| Lisa De Vanna       | Australien         | Sky Blue     | Boston Breakers  | 5–1         | National Women's Soccer League |                              | Ingen uppgift       |
| Antonio Di Natale   | Italien            | Udinese      | Chievo           | 3–1         | Serie A 2012/2013              |                              | Ingen uppgift       |
| Panagiotis Kone     | Grekland           | Bologna      | Napoli           | 2–3         | Serie A 2012/2013              |                              | Ingen uppgift       |
| Louisa Nécib        | Frankrike          | Lyon         | AS Saint-Étienne | 5–0         | Ligue 1                        |                              | Ingen uppgift       |
| Daniel Ludueña      | Argentina          | Pachuca      | UANL             | 2–1         | Liga MX                        |                              | Ingen uppgift       |
| Juan Manuel Olivera | Uruguay            | Náutico      | Sport Recife     | 2–0         | Copa Sudamericana 2013         |                              | Ingen uppgift       |

### 2014[4][5]
| Plats    | Spelare            | Nationalitet  | Lag                 | Motståndare       | Resultat | Tävling                          |
| -------- | ------------------ | ------------- | ------------------- | ----------------- | -------- | -------------------------------- |
| 1        | James Rodríguez    | Colombia      | Colombia            | Uruguay           |          | VM 2014                          |
| Finalist | Robin van Persie   | Nederländerna | Nederländerna       | Spanien           |          | VM 2014                          |
| Finalist | Stephanie Roche    | Irland        | Peamount United     | Wexford Youths    |          | Women's National League (Irland) |
|          | Zlatan Ibrahimović | Sverige       | Paris Saint-Germain | Bastia            |          | Ligue 1 2013/2014                |
|          | Pajtim Kasami      | Schweiz       | Fulham              | Crystal Palace    |          | Premier League 2013/2014         |
|          | Marco Fabián       | Mexiko        | Cruz Azul           | Puebla            |          | Liga MX                          |
|          | Tim Cahill         | Australien    | Australien          | Nederländerna     |          | VM 2014                          |
|          | Camilo Sanvezzo    | Brasilien     | Vancouver Whitecaps | Portland Timbers  |          | Major League Soccer              |
|          | Hisato Satō        | Japan         | Sanfrecce Hiroshima | Kawasaki Frontale |          | J. League                        |
|          | Diego Costa        | Spanien       | Atlético Madrid     | Getafe            |          | La Liga 2013/2014                |

### 2015[6][7]
| Plats    | Spelare             | Nationalitet | Lag                     | Motståndare         |
| -------- | ------------------- | ------------ | ----------------------- | ------------------- |
| 1        | Wendell Lira        | Brasilien    | Goianésia Esporte Clube | Atletico-GO         |
| Finalist | Lionel Messi        | Argentina    | FC Barcelona            | Athletic Bilbao     |
| Finalist | Alessandro Florenzi | Italien      | AS Roma                 | FC Barcelona        |
|          | David Ball          | England      | Fleetwood Town FC       | Preston North End   |
|          | Chory Castro        | Uruguay      | Real Sociedad           | Deportivo la Coruña |
|          | Carli Lloyd         | USA          | USA                     | Japan               |
|          | Philippe Mexes      | Frankrike    | AC Milan                | Inter Milan         |
|          | Marcel Ndjeng       | Kamerun      | SC Paderborn            | Bolton Wanderers    |
|          | Esteban Ramirez     | Costa Rica   | Club Sport Herediano    | Deportivo Saprissa  |
|          | Carlos Tevez        | Argentina    | Juventus                | Parma FC            |

### 2016
Mohd Faiz Subri, Malaysia vann FIFA Puskás Award.

### 2017
Olivier Giroud, Arsenal FC, vann FIFA Puskás Award.

### 2018
Mohamed Salah, Liverpool FC, vann FIFA Puskás Award.

### 2019
Daniel Zsori, Debrecen, vann FIFA Puskás Award.

### 2020
Son Heung-min, Tottenham Hotspur 

### 2021
Erik Lamela, Tottenham Hotspur, vann FIFA Puskás Award med ett rabonamål. Övriga finalnominerade var Patrik Schick och Mehdi Taremi.

### 2024
Alejandro Garnacho, Manchester United, vann FIFA Puskás Award.